# Orden El Sol del Perú
La Orden El Sol del Perú, creada inicialmente con el nombre de la Orden del Sol, es una de las dos distinciones que concede el Estado Peruano a sus ciudadanos y extranjeros destacados en campos como las artes, las letras, la cultura, la política y por servicios extraordinarios al Perú, entre otros. La Orden, establecida en 1821, es la más antigua de América.

## Historia
La orden fue creada mediante decreto del 8 de octubre de 1821 por José de San Martín, mientras era Protector del Perú, para premiar los servicios hechos a favor de la Independencia, otorgándola en tres grados: Fundadores, Beneméritos y Asociados.

«He contemplado fundando este privilegio, hacer hereditario el amor a la gloria, porque después de derogar los derechos hereditarios, que traen su origen de la época de nuestra humillación, es justo subrogarlos con otros que, sin herir la igualdad ante la ley, sirvan de estímulo a los que se interesen en ella».
«La Orden del Sol, patrimonio de los guerreros libertadores, y premio de los hombres beneméritos, durará así mientras haya quien recuerde los años heroicos, porque las Instituciones que se forman al empezar una gran época se perpetúan por las ideas que cada generación recibe, cuando pasa por la edad en que averigua con respeto el origen de lo que han venerado sus padres».
José de San Martín

Para ello, se instituyó, a semejanza de la “Orden de Cincinnatus” establecida por Washington, la “Legión de Mérito” de Chile otorgada por Bernardo O’Higgins, la más democrática “Orden Militar de los Libertadores” de Simón Bolívar o la más conservadora “Legión de honor de Napoleón”. El carácter más o menos democrático se evaluaba, entre otras consideraciones, por su capacidad de extensión hereditaria, siendo las prerrogativas que brindaba San Martín personales y vitalicias, heredables hasta la tercera generación. Según el general, “sin herir la igualdad ante la ley”, servirían “de estímulo a los que se interesen en ella”.
La orden establecería tres capas: fundadores, beneméritos y asociados. En cada cuerpo del ejército, se conferiría la condecoración a tres oficiales, excluyendo a la tropa, alcanzada ya por la distinción “Legión de Mérito”. En el caso de los “fundadores”, gozarían de preferencias para los grandes cargos estatales. Para los “beneméritos”, habría preferencias para empleos de segundo orden. Mientras tanto, los “asociados” serían atendidos en primer lugar en los empleos que ocuparan.
La orden conformaría un Gran Consejo que, entre otras funciones administrativas, podría acordar pensiones anuales a sus socios. Se financiaría con las arcas públicas  y tendría a disposición de los socios un colegio especial de educación. Lo particular del caso es que San Martín hizo extensivo los honores a las mujeres, a través de otra distinción que contribuyeron con el movimiento independentista desde mucho antes de la llegada de la Expedición Libertadora de 1820. Entre ellas Manuelita Sáenz, Rosa Campusano, además de 112 damas y 32 monjas, al considerar que “el sexo más sensible debe ser el más patriota”. La decisión de establecer ciertas jerarquías, junto con la aceptación del cargo de Protector del Perú durante un año, fueron algunas decisiones a menudo criticadas. Sin embargo, sin perder de vista el criterio republicano que lo guiaba, San Martín y los patriotas que lo acompañaban creyeron en la necesidad poner en marcha estas medidas en tiempos de guerra independentista, como excepcional medida de táctica política.
En la entrevista de Guayaquil, el 6 de julio de 1822, San Martín condecoró a Bolívar con la Orden del Sol, en el grado de fundador. La placa fue decorada con una "... representación de un sol de oro, que al centro tenía un brillante rodeado por tres líneas concéntricas, compuestas por 9, 18 y 31 brillantes respectivamente. En el epitafio, ubicado al centro del sol, está grabada la inscripción: "El Perú A Sus Libertadores".
Sin embargo, fue suprimida en virtud de la ley de fecha 9 de marzo de 1825 debido a que las personas condecoradas comenzaron a utilizarla como un privilegio. Posteriormente fue restablecida por el presidente Augusto Leguía, en vísperas del centenario de la independencia, mediante decreto de fecha 14 de abril de 1921, con la denominación de «El Sol del Perú». La orden fue restaurada con cuatro grados: Gran Cruz, Gran Oficial, Comendador y Oficial, a los que posteriormente fue añadida la de Caballero.
Los primeros ejemplares de esta nueva era, fueron hechos por la afamada Casa francesa Arthus Bertrand, de París, para luego empezar a fabricarse en nuestra reconocida Casa Nacional de Moneda. En la década siguiente, durante la presidencia de Óscar R. Benavides, se añadiría el grado de Caballero. Su actual diseño conserva en gran medida la concepción artística original, incorporando a nuestro escudo definitivo creado en 1825. La insignia principal tiene la forma de un sol radiante con rayos de oro, en cuyo centro ostenta el escudo nacional en relieve, rodeado de un círculo que en su parte superior lleva esmalte rojo y blanco en la parte inferior. Sobre el color encarnado ostenta la inscripción: “El Sol del Perú”, y sobre blanco la fecha de su fundación: “1821”. Este disco se encuentra a su vez circundado por una corona de laureles en oro, que es en esmalte verde en el caso de la placa de Gran Cruz.
Actualmente, se rige primordialmente sobre la base de la ley de fecha 31 de agosto de 1923 y el reglamento de fecha 6 de septiembre de 1923, los cuales han tenido algunas modificaciones a lo largo de los años. El símil del sol de esta Orden fue establecido como emblema por los Liceos Militares del Ejército Argentino, utilizándose en distinciones especiales, como la Orden al Mérito del Liceo Militar General San Martín.

## Grados
Los Grados de la Orden El Sol del Perú son:

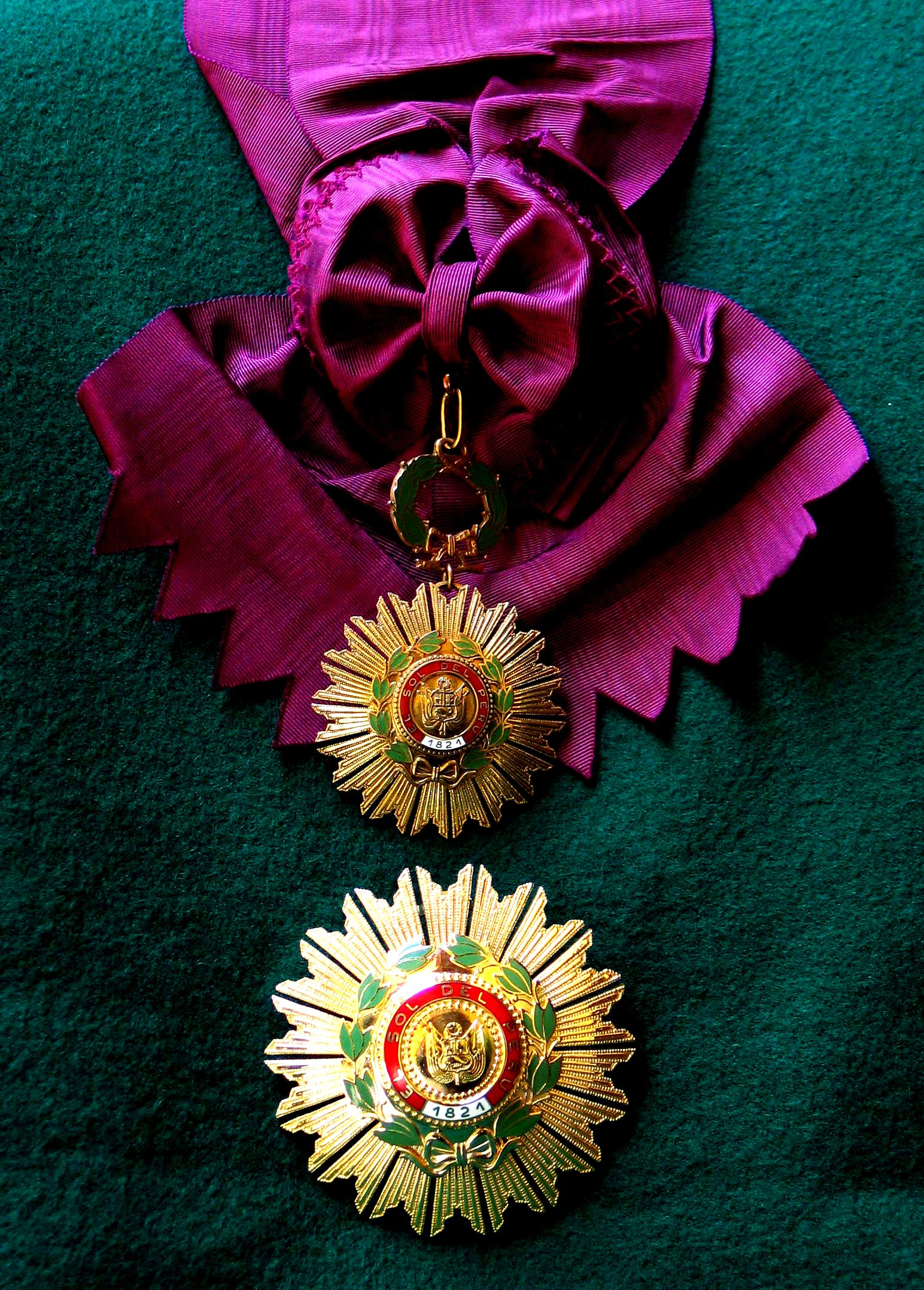
Gran Cruz de la Orden del Sol

1. Gran Collar.
2. Gran Cruz con diamantes.
3. Gran Cruz.
4. Gran Oficial.
5. Comendador.
6. Oficial.
7. Caballero.

| Gran Collar | Gran Cruz | Gran Oficial |
| Comendador  | Oficial   | Caballero    |

## Insignias
Las insignias de la Orden El Sol del Perú consisten en una medalla que representa un sol radiante con dieciocho rayos de oro. El medallón del centro está estampado con el escudo de armas del Perú, rodeado por un círculo rojo y blanco con la inscripción «El Sol del Perú 1821». Este medallón se encuentra a su vez circundado por una corona de laurel. La placa es similar y la cinta es de color morado. Las insignias se usan generalmente en el lado izquierdo del pecho. Son fabricadas por la Casa de Moneda de Lima.

## Condecorados
- Grandes collares
- Grandes cruces con brillantes
- Grandes cruces
- Grandes oficiales
- Comendadores
- Oficiales

## Controversia
En junio de 2016, el entonces presidente del Perú, Ollanta Humala a través de la Canciller, condecoró a los Ministros de todas sus carteras con la Orden El Sol «por los servicios prestados». Este suceso generó controversia entre los políticos y diversas personalidades, debido a que esta distinción, según el Ministerio de Relaciones Exteriores, se otorga a «personas que han destacado en campos como las artes, las letras, la cultura, la política y por servicios extraordinarios al Perú».